# Ernodurum
Ernodurum est un vicus (agglomération secondaire) gallo-romain, intensément active entre le Ier et le IIIe siècle et dont l'occupation antique se poursuit jusqu'à la fin du IVe siècle, située sur la commune française de Saint-Ambroix, à l'ouest du département du Cher.
Bien que le site soit habité depuis la Protohistoire, c'est sous le Haut Empire romain que l'agglomération se développe, même si sa taille reste modeste. Son organisation et sa parure monumentale restent à découvrir. Ernodurum est surtout connue pour sa nécropole qui a livré plusieurs dizaines de stèles funéraires. Les inscriptions portées sur ces stèles donnent de précieux renseignements sur la vie dans l'agglomération.

## Contexte géographique

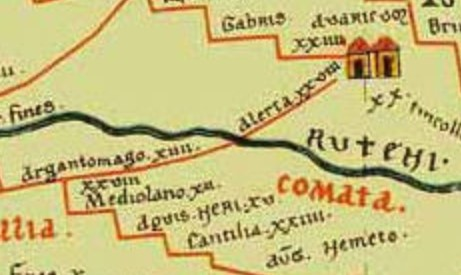
Avaricum et Argentomagus (-mago) sur la table de Peutinger (Ernodurum n'est pas indiqué sur ce document).

L'agglomération antique d'Ernodurum se développe sur la rive gauche de l'Arnon, dans le territoire des Bituriges Cubes. À l'époque moderne, le site se trouve sur la commune de Saint-Ambroix.
Dans l'Antiquité, le site se trouve au carrefour de plusieurs voies : celle qui relie Avaricum (Bourges) au nord-est à Argentomagus (Saint-Marcel) au sud-ouest et celle plus hypothétique qui, longeant les rives de la Cinaise et de l'Arnon, relie Châteaumeillant à Vierzon. Une troisième voie relie Ernodurum à Vierzon mais elle n'est pas localisée avec précision aux abords de Saint-Ambroix.
La voie de Bourges à Saint-Marce est mentionnée dans deux documents antiques : la table de Peutinger et l'itinéraire d'Antonin. C'est dans cette dernière source qu'Ernodurum est indiquée avec des distances entre les étapes permettant d'assimiler Ernodurum à Saint-Ambroix, les vestiges archéologiques confirmant cette hypothèse.

## Chronologie du site

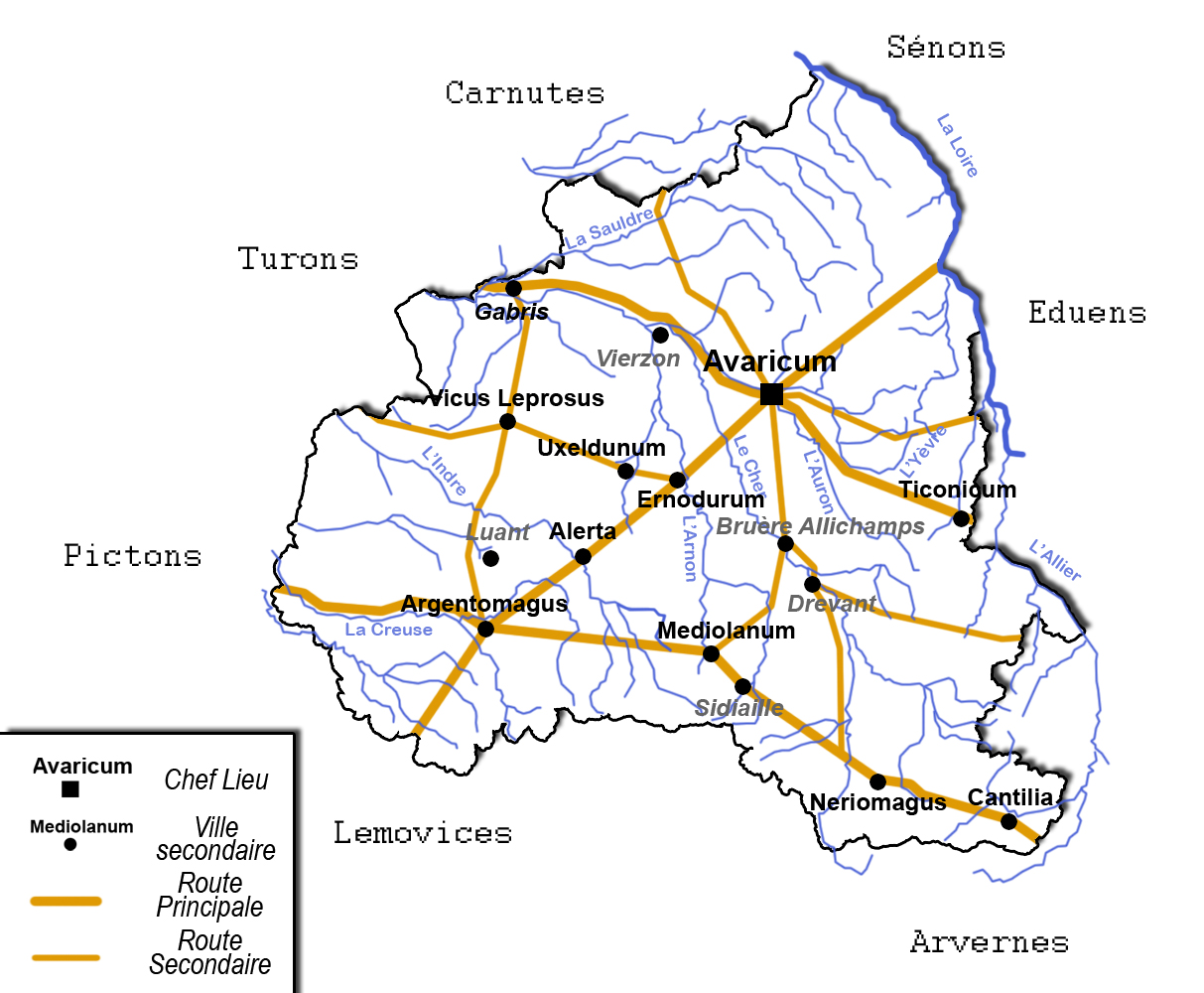
Voies routières du territoire biturige.

Dès l'époque laténienne, une occupation humaine est avérée sur peut-être trois hectares le long de la voie principale : la fréquence des tessons de céramiques retrouvés le prouve.
L'agglomération antique semble se développer vers le milieu du Ier siècle sous le règne de Claude et connaître son apogée dans les deux siècles qui suivent. Les monnaies retrouvées attestent de la poursuite de l'occupation jusqu'à la fin du Ive siècle.
La construction d'une basilique paléochrétienne (Ve siècle) entourée d'une nécropole mérovingienne montre que le site est toujours habité pendant le Haut Moyen Âge. Les fondations de cette basilique réutilisent, en remploi, plus de 40 stèles funéraires provenant sans doute de la nécropole antique.

## Organisation de l'agglomération antique

Plan simplifié de l'agglomération antique et mérovingienne.

### Voies de communication
Outre les voies routières connues et en particulier la voie Bourges-Saint-Marcel (« Chaussée de César »), il est très probable que le site bénéficie de la présence de l'Arnon, alors navigable. Par contre, le réseau viaire propre à la ville est mal connu. Ernodurum se présente sans doute sous la forme d'un village-rue le long de la voie principale, s'étendant vers le nord et vers le sud, desservi par des rues perpendiculaires à l'axe majeur. La superficie de l'agglomération ne doit pas excéder 15 ou 20 ha.

### Monuments publics, sanctuaires
En 1861, une nécropole à incinérations, datée du Haut Empire romain, est découverte au sud-ouest de la ville. Elle livre des stèles et des coffres en pierre, des vases et des urnes ainsi que des ossements. Un columbarium existe peut-être aussi, au sein de cette nécropole. Les stèles sont taillées dans un calcaire provenant d'Ambrault, à une vingtaine de kilomètres de Saint-Ambroix. Cette nécropole marque, comme souvent pour les agglomérations gallo-romaines, la limite théorique d'extension de la zone bâtie, les territoires des vivants et des morts étant toujours bien séparés. 
Le long de la voie principale, dans l'ouest de l'agglomération, un bâtiment mesurant 100 × 30 m est interprété comme un entrepôt. Il est accompagné d'autres constructions, de plus petite dimension, dont le rôle n'est pas attesté.
À l'ouest, en limite de l'agglomération la prospection aérienne, révèle un sanctuaire comprenant au moins deux fana. Un autre fanum est identifié au sud, toujours en limite de la zone urbanisée. Sur la rive droite de l'Arnon, hors de l'agglomération d'Ernodurum, un temple utilisé depuis le Ier siècle av. J.-C. jusqu'au IVe siècle est fouillé à la fin des années 2010. Des blocs sculptés en remploi dans les fondations de la basilique du Ve siècle semblent appartenir à un pilier votif.

### Activités commerciales et agricoles
Si aucun vestige n'atteste l'existence d'activités artisanales ou commerciales à Ernodurum, les inscriptions sur les stèles funéraires ou les personnages qu'elles représentent renseignent sur le métier de plusieurs défunts : tisserands, écrivain public, armurier, orfèvre, charpentier, marchand de grain, ainsi qu'une personne dont le métier, non défini, l'amène à manipuler des poteries ; ce peut être un fabricant ou un marchand de poteries, ou bien un cabaretier.
Au moins six villae rurales sont identifiées dans l'environnement très proche d'Ernodurum ; l'une des stèles représente d'ailleurs un agriculteur.

### Habitat et mobilier
Aucun habitat en place n'a été identifié, mais les ramassages de surface ont permis de trouver de nombreux débris de matériaux de construction, attribuables à des maisons, et dont la répartition permet d'évaluer l'emprise de la ville,.
Les ramassages de surface ont permis de collecter de très nombreux tessons de céramique. Ces poteries semblent provenir, au Ier siècle, principalement d'ateliers du sud de la France. Plus tard apparaissent des productions issues du centre de la France (Lezoux, Les Martres-de-Veyre), cette répartition étant probablement liée à la situation géographique d'Ernodurum.

## Pour en savoir plus